# Михаел Енде
Михаел Енде (Гармиш-Партенкирхен, 12. новембар 1929 - Штутгарт, 28. август 1995) био је један од најуспешнијих немачких писаца 20. века и свакако послератног периода. Продао је преко двадесет милиона књига, објављених на више од четрдесет различитих језика широм света. Његов књижевни опус је веома обиман. Писао је романе, кратке приче и поезију за децу и одрасле. Његови романи као што су Бескрајна прича, Џим Дугме и машиновођа Лука, Момо и Ноћ жеља и данас су популарни, како код младих тако и код старијих читалаца. Светску славу је стекао као писац за децу. Његове приче су испуњене необичним ликовима и догађајима и готово све су прожете идејом о надреалним световима. По њима су снимани филмови и прављене представе.
У оквиру наставе српског језика за четврти разред основне школе обрађује се књига Михаела Ендеа Бескрајна прича.

## Биографија

### Детињство
Михаел Енде је рођен 12. новембра 1929. у Гармиш-Партенкирхену. Његови родитељи били су Луиза Енде, рођена Бартоломи (1892 — 1973) и хамбуршки сликар Едгар Енде (1901 — 1965). Још као дете био је под утицајем визионарске, надреалистичке природе очевог уметничког дела, а имагинарни свет сликарства за њега је био стваран као и свакодневни живот. О његовој мајци се далеко мање зна него о оцу. Познато је да је држала малу продавницу накита и чипке у Гармишу, у којој се пар и упознао. Године 1931. породица се преселила у Минхен, надајући се да ће се сликарске Едгара Ендеа тамо боље продавати. Луиза Енде такође се бавила сликањем. Почела је да слика доста касно, а њене слике Михаел је чувао до краја живота. Данас су део његове заоставштине.
Михаел Енде је имао срећу да одраста у окружењу у коме се уметничким и духовним питањима придавао већи значај од материјалне удобности, па породица није била претерано забринута због релативног сиромаштва.
Имао је боемско детињство окружен сликарима, вајарима и писцима. Његов отац се дубоко заинтересовао за филозофска и религиозна питања, и зашао у алхемију, индијске митове и антропозофију — области које су се показало тешким за истраживање због неодобравања нацистичког режима. Често је проводио сате разговарајући о овим и другим темама. Мајкл Енде је био изузетно близак са својим оцем. У каснијим годинама, њих двојица су често разговарали о сликама Едгара Ендеа и погледу на свет. Езотерична и религиозна питања била су омиљена тема разговора. Дубоко поштовање Едгара Ендеа према божанском није било ограничено на хришћанство, већ се проширило на велике личности других религија, као што је будизам. Када је млади Мајкл Енде почео да пише поезију, његови родитељи су веома озбиљно схватили његове књижевне напоре, а Едгар Енде је поносно читао песме својим пријатељима. Као писац, Мајкл Енде је имао среће што је од раног детињства имао подршку родитеља. У Минхену је Едгар Енде доживео врхунац своје уметничке каријере. Држава Баварска је откупила низ његових дела, а његово име је постало познато широм Немачке и иностранства. Остварен је контакт са француским галеријама и америчким културним институтима.
Године 1936. националсоцијалистички режим је уметничко дело Едгара Ендеа прогласио „дегенерисаним“ и забранио му је да слика. Наставио је да ради иза затворених врата, али више није могао да излаже своје радове, а његова нова међународна каријера нагло је прекинута. Породица је постала финансијски зависна од Луисе Енде, која се школовала за физиотерапеута. Ово је био почетак тешког периода. Многе Едгарове колеге и пријатељи, и Јевреји и „нејевреји“, били су ухапшени, а почеле су да стижу и вести о концентрационим логорима. Тако је још као седмогодишњак Михаел Енде морао да научи да не разговара ни са ким о темама о којима се разговарало код куће.
Мајкл Енде је кренуо у основну школу 1936. Четири године касније успео је да прође пријемни испит за минхенску гимназију чије је тежиште било на хуманистичким наукама, али је морао да понови годину, што га је гурнуло у очај и размишљао је о самоубиству. Гимназија је за њега представљала велику трауму, па се 1946. пребацио у валдорфску школу у Штутгарту коју су нацисти забранили и поново је отворена после рата.

### Други светски рат
Едгар Енде је регрутован већ 1941. године и првобитно је служио у палинарској јединици близу Келна. У то време сви дванаестогодишњи дечаци морали су да се придруже Хитлерјугенду, али је Мајкл Енде успео да пронађе алтернативно решење. Уписао се у оближњу школу јахања и добио дозволу да уместо војне обуке научи да јаше. Имао је дванаест година када се догодио први ваздушни напад изнад Минхена. Потресен сценама које је видео, тада је написао своју прву песму. Године 1943. школе у Минхену су затворене јер су се ваздушни напади појачали, а ученици су евакуисани. Мајкл Енде се вратио у своје родно место где је смештен у пансион. Ту се пробудило његово право интересовање за поезију. Осим што је писао сопствену поезију, почео је да проучава поетске покрете и стилове – у мери у којој су дела била доступна. Добар део модерне поезије је тада био забрањен, па је проучавао романтичног песника Новалиса, чије су „Химне ноћи“ на њега оставиле велики утисак.
Године 1944. атеље Едгара Ендеа се запалио. Уништено је преко 250 слика и скица, као и све његове графике и бакрописи, али је Михаелова мајка Луиза преживела бомбардовање. На срећу, бројне Ендеове слике још увек су биле смештене у депоима галерија и преживеле су нападе. Године 1945. Едгар Енде је заробљен од стране Американаца и пуштен убрзо након рата.
Током последње године рата сви младићи од четрнаест или петнаест година су регрутовани и послати да се суоче са америчким тенковима. Тројица Михаелових другова убијена су већ првог дана акције. Он је такође добио позив, али га је поцепао и вратио се мајци у Минхен. Тада је немачка војска већ била у повлачењу. Михаел Енде је дошао у контакт са баварским покретом отпора, основаним да саботира немачке ратне напоре и доведе до капитулације. Био је курир. Покрет отпора успео је да поткопа декларисану намеру СС-а да брани Минхен до „горког краја“. Ратно искуство дубоко је утицало на став Мајкла Ендеа према животу.

### Године стваралаштва
Када је Михаел Енде 1946. године кренуо у валдорфску школу у Штутгарту први пут се сусрео са експресионистичком и дадаистичком литературом. Његова права љубав била је поезија Рајнера Марије Рилкеа, Штефана Георга и Георга Тракла, али је његов главни циљ био да пише позоришне комаде. Убрзо се опробао као глумац, наступајући са пријатељима у Штутгартској Америчкој кући (енгл. America House) и написао своје прве драме. Како из финансијских разлога није могао да упише студије драматургије, године 1948. отишао је на аудицији за глумачку академију у Минхену, где је примљен на двогодишњу стипендију. Током свог боравка на академији, студирао је класичне и модерне теорије позоришта и касније је могао да искористи то знање. По напуштању академије придружио се позоришној трупи која је путовала од града до града аутобусом, обично наступајући на импровизованим позорницама. У том периоду револуционарне теорије Бертолда Брехта оставиле су трајан утицај на младог Ендеа.
У новогодишњој ноћи 1952. Енде је упознао своју будућу супругу Ингеборг Хофман. Она је била глумица и плесачица. Као страствени борац за правду охрабрила је Ендеа да се придружи Хуманистичкој унији, организацији посвећеној унапређењу хуманистичких вредности. Заједно су водили кампању за људска права и протестовали против поновног наоружавања. Ингеборг је била од велике помоћи и када је написао свој први роман за децу Џим Дугме и машиновођа Лука. Роман је објављен 1960. године, што је означило почетак његове веома успешне каријере писца за децу.
Почетком 70-их Енде и његова супруга селе се у Рим, где су живели наредних 15 година. У Италији је 1979. написао и свој најпознатији роман Бескрајна прича, који му је донео светску славу.
Дана 27. марта 1985. Ингеборг Хофман је изненада умрла услед плућне емболије. Волела је Италију и италијански начин живота, па је сахрањена на католичком гробљу у Риму, у близини пирамиде где су сахрањени Ханс Кристијан Андерсен и Гетеов син. Енде је био схрван смрћу супруге. Она је била његов најближи пријатељ, као и књижевни и уметнички ментор. Након смрти није имао жељу да остане у Италији, продао је кућу и вратио се у Минхен.
У Минхену са групом пријатеља писаца 1985. године оснива нову књижевну групу „Џокер“ (Der Pagat). У међувремену је поново успоставио контакт са Јапанком Марико Сато, која је превела неколико његових дела. Са њом се оженио у јесен 1989. године и 1992. заједно су отишли на последњу од његових бројних посета Јапану.
У јуну 1994. Ендеу је констатован рак и оперисан је на клиници у Минхену. Када се Енде опоравио од операције прошао је циклус хемотерапије и лечење је завршено у јануару 1995. године. на жалост болест је већ била узнапредовала. Непуних годину дана касније његово здравље се драматично погоршало. Преминуо је 28. августа 1995. Сахрањен је у Минхену. Његов гроб обележава бронзана скулптура отворене књиге из које излазе разна бића из маште.
О животу и делу Михаела Ендеа написано је неколико књига.

## Књижевни рад
Ендеове прве песме и приповетке настале су 1943. године, али је његов главни циљ био да пише за позориште. Прва његова драма Denn die Stunde drängt (Јер време истиче) посвећена је Хирошими и никада није изведена. Године 1947. објављен му је први текст Der Gaukler (Забављач), а следеће године исплаћен му је и први хонорар. Трајан утицај на младог Ендеа оставиле су револуционарне теорије Бертолда Брехт, кога је сматрао једним од највећих писаца тог доба. Био је под дубоким утицајем Брехтове идеје о епском позоришту, али је одбацио његове идеолошке аспекте. Године 1951. Михаел Енде се вратио у Минхен са написаном комедијом Sultan hoch zwei (Два пута султан), али са њом није постигао никакав успех.
Захваљујући бројним контактима своје супруге Ингеборг Хофман, Енде се упознао са разним кабаре групама. Политички и књижевни кабаре тих година доживљавао је свој врхунац. Године 1955. добио је поруџбину да напише комад у знак сећања на 150. годишњицу смрти Фридриха Шилера. Комад је доживео успех и почеле су да стижу поруџбине из других кабареа. Енде је почео да пшише и режира краће и дуже комаде. Крајем 50-их Михаел Енде је почео да се активно интересује за карневалску традицију Минхена. Његов отац је одавно био укључен у организацију карневалских прослава. Енде је написао различите драме за ове свечаности. Године 1958. Мајкл Енде је срео познаника из гимназијских дана који је постао илустратор и замолио Ендеа да напише три или четири странице за сликовницу.
Сликовница је била окидач за његов даљи рад, када је настао његов први роман за децу Џим Дугме и машиновођа Лука. Започео га је са идејом да напише још једну сликовницу, али је прича врло брзо прерасла обим сликовнице. После скоро годину дана, пет стотина страница рукописа је било завршено. Током наредних годину и по дана послао је рукопис на адресе десет издавача, али су га сви одбили тврдећи да је преобиман за децу. Чак је писао и Ериху Кестнеру, али није добио одговор. Када је почео да губи наду поново му је помогла супруга Ингеборг, нашавши малу породичну издавачку кућу из Штутгарта. Директорки компаније прича се допала и одлучила је да је објави. Свој први роман Михаел енде објавио је 1960. и исте године за њега је добио Немачку награду за дечју белетристику, а касније и друге.
Други роман Џим Дугме и дивља тринаесторица објављен је 1962. Обе књиге су серијализоване на радију и телевизији, а тиражи су се распродали тако брзо да је издавач једва могао да прати корак. И поред великог успеха својих романа за децу Енде наставља да пише драме, али оне немају већи успех. Године 1969. објављује илустровану збирку „загонетки, бесмислица и магичних чаролија” Das Schnurpsenbuch (Чипкаста књига). Књига је осмишљених да покажу како играње језиком може бити забавно.
Почетком 70-их Енде се преселио у Рим, што је имало великог утицаја на његов књижевни рад. У Немачкој су књижевни критичари фаворизовали књиге које су биле друштвено свесне и политички поучне, док су фантастику одбацивали су као „бег од стварности“. Чак су и Ендеови пријатељи сматрали његову литературу упитном. У Италији није било таквих књижевних ограничења. У Риму настаје његов следећи роман Момо. Овај роман писао је 6 година. Започео га је још у Немачкој, али је највећи део написан у Италији, под утицајем италијанске културе и италијанског начина живота. Како издавач није пристао на илустратора којег је аутор предложио, Енде је свој роман Момо сам илустровао.
Године 1976. Михаел Енде је написао Das Gauklermarchen (Жонглерова бајка), представу замишљену за луткарско позориште. Иако средином 70-их фантастика у Немачкој још увек није била прихваћена, ликови као што су циркуски извођач, кловнови или акробате играли су кључну улогу у Ендеовом измишљеном универзуму. Док су критичари позивали да уметност и књижевност испуњавају специфичне друштвене функције, као што је образовање јавности, Енде је користио фигуру циркуског извођача да успостави алтернативну уметничку визију. Његово интересовање за циркуске извођаче довело је до тога да фигуру забављача стави у срце своје уметничке визије. Веровао је да је сваки уметник нека врста мађионичара који из ничега дочарава нешто стварајући измишљене светове и људе, измишљајући приче и искуства и стварајући нове везе.
Године 1979. Енде је објавио свој најпознатији роман Бескрајна прича. Овај роман писао је скоро три године и он му је донео међународну славу. Прво издање је одмах распродато, а исте године добио је и Buxtehude Bull — немачку награду за најбољу књигу за децу и младе. Дана 23. јула 1980. немачки недељник Шпигел објавио је подужу рецензију и роман се појавио на топ листама бестселера. Касније те године Михаел Енде је награђен ЗДФ-овом књижевном наградом, наградом Вилхелма Хауфа и наградом Немачке академије за дечију и омладинску белетристику.
Михаел Енде написао је бројне романе, драме и приче, како за децу, тако и за одрасле. Његове драме извођене су у позориштима широм Немачке.

### Утицаји на Ендеов књижевни рад
Михаел Енде је први пут подлегао магији приповедања слушајући Фантија, ексцентричног и надареног сликара чије су невероватне приче изазвале наклоност и дивљење све деце у комшилуку. Фанти је измишљао и причао им маштовите приче, истовремено их илуструјући фантастичним илустрацијама на комадићима папира. Поред Фантија, Енде је дошао у контакт и са циркуском породицом која је добила уточиште у суседној кући, сувише сиромашна да би купила сопствени шатор. Деца су уживала у учењу мађионичарских трикова и акробација. Кловнови су им такође дозволили да експериментишу са костимима и фарбањем лица и научили су их како да инсценирају своје једноставне радње, што су деца радила са ентузијазмом.
Током боравка у Штутгарту више су га привлачиле уметност и књижевност него антропозофски фокус валдорфске школе. Делио је интересовање својих родитеља за Рудолфа Штајнера и његов рад. Инспирисан књигама на ту тему убрзо је дошао у контакт са мистичним списима и постао страствени читалац овакве литературе.